# Альбедиль, Маргарита Фёдоровна
Маргари́та Фёдоровна Альбеди́ль (род. 4 декабря 1946, Ленинград, СССР) — советский и российский этнограф, историк и религиовед, один из ведущих специалистов по религиям и философии древней и современной Индии. Доктор исторических наук, старший научный сотрудник Отдела этнографии стран Южной и Юго-Западной Азии Музея антропологии и этнографии им. Петра Великого (Кунсткамеры) РАН. Одна из авторов и научный редактор (вместе с А. М. Дубянским) словаря «Индуизм. Джайнизм. Сикхизм»

## Биография
Окончила восточный факультет Санкт-Петербургского университета.
В 1984 году в Институте этнографии имени Н. Н. Миклухо-Маклая АН СССР защитила диссертацию на соискание учёной степени кандидата исторических наук по теме «Протоиндийские тексты как историко-этнографический источник » (специальность 07.00.07 — этнография).
В 1996 году в Музее антропологии и этнографии имени Петра Великого (Кунсткамера) защитила диссертацию на соискание учёной степени доктора исторических наук по теме «Протоиндийская цивилизация: этнокультурные проблемы» (специальность 07.00.07 — Этнография, этнология и антропология).
Автор более 250 научных и научно-популярных публикаций об Индии.

## Список научных трудов
- Прото-Индика: 1979 Сообщ. об исслед. протоинд. текстов / Ю. В. Кнорозов, М. Ф. Альбедиль, Б. Я. Волчок. — М.: Наука, 1981.
- «Забытая цивилизация в долине Инда» (СПб., 1991, ISBN 5-02-027307-4.)
- Протоиндийская цивилизация. Общая характеристика (1991)
- «До нашей эры. Рассказы о древней истории» (СПб.: Издательство Европейского Дома, 1993. — ISBN 5-85733-011.)
- «Протоиндийская цивилизация. Очерки культуры» (М.: «Восточная литература», 1994. — ISBN 5-02-017246-4.)
- «Индуизм. Джайнизм. Сикхизм: Словарь» / Под общ. ред. М. Ф. Альбедиль и А. М. Дубянского. — М.: Республика, 1996. — 576 с. — 10 100 экз. — ISBN 5-250-02557-9.
- «Индуизм». — СПб.: Петербургское востоковедение, 2001. — 256 с. — (Мир Востока). — 3000 экз. — ISBN 5-85803-160-9.
- «В магическом круге мифов» (СПб.: Паритет, 2002)
- «Зеркало традиций» (Азбука, 2003. — ISBN 5-352-00481-3.)
- «Индия. Беспредельная мудрость» (М.: Алетейа, 2003; 2-е изд. — 2005. — ISBN 5-98639-019-9.)
- «Индуизм. Главная религия Индии» (СПб.: Питер, 2006)
- «Буддизм» (СПб.: Питер, 2006). — ISBN 5-469-00950-5.
- «Вечная Индия: Духовный путеводитель» (2012). — ISBN 978-5-9684-1867-8.
- «Буддизм: Религия без бога» (2013). — ISBN 978-5-9684-2072-5.
- «Индуизм: Радость бытия» (2014). — ISBN 978-5-9684-2208-8.